# Karel Štrégl
Mjr. Karel Štrégl (8. července 1920 Dvůr Králové nad Labem – 18. května 2001 Praha) byl příslušníkem 311. československé bombardovací perutě RAF během druhé světové války, následně vysokoškolským pedagogem v Československu a USA.

## Život

### Před druhou světovou válkou
Karel Štrégl se narodil 8. července 1920 ve Dvoře Králové nad Labem. V mládí se věnoval leteckému modelaření a plachtaření, stal se jedním ze zakládajících členů Masarykovy letecké ligy ve svém rodném městě. Studia na gymnáziu ve Dvoře Králové nedokončil, poté se přihlásil do Školy leteckého dorostu v Prostějově.

### Druhá světová válka

#### Počátek války
Po německé okupaci přešel Karel Štrégl 2. srpna 1939 ilegálně hranici do Polska a 25. téhož měsíce se v Krakově přihlásil do zde vznikající československé zahraniční jednotky. Po vypuknutí druhé světové války a pádu Polska se 19. září 1939 dostal do sovětské internace, kde v táborech Kamenec Podolský, Jarmolinka, Oranki a Suzdal setrval do února 1941.

#### Střední východ a severní Afrika
Po ukončení internace se Karel Štrégl společně s dalšími v únoru 1941 přesunul přes Moskvu, Oděsu a Istanbul do Haify, kde byl 1. května 1941 zařazen k Československému pěšímu praporu 11 – Východnímu, se kterým se v červnu 1941 zúčastnil bojů u Mersa Matrúh a na podzim téhož roku u Tobruku. Zde byl 16. listopadu raněn minometnou palbou. Následně byla jeho jednotka přetransformována na lehký protiletadlový pluk a v létě 1942 nasazena u Haify a Bejrútu. Dne 21. října 1942 došlo k jeho přeřazení k letectvu a následnému přesunu okolo celé Afriky do Velké Británie, kam dorazil 1. ledna 1943.

#### Velká Británie
Ve Velké Británii byl Karel Štrégl zařazen do československého depotu Royal Air Force. Postupně se vycvičil palubním telegrafistou, radiomechanikem, střelcem a pozorovatelem. Následně byl převelen k 311. československé bombardovací peruti, kde absolvoval ještě kurz radarových operátorů. Poté byl zařazen do operační služby při protiponorkových a protilodních hlídkových letech. V ní setrval až do konce války, kdy byl přeřazen k transportní službě. Do Československa se vrátil 3. srpna 1945.

### Po druhé světové válce

#### Československo
Po návratu do Československa dokončil Karel Štrégl přerušená gymnaziální studia úspěšně složenou maturitou a stal se postupně pedagogem na leteckém učilišti v Prostějově, velitelem letecké koleje ve Valašském Meziříčí a pedagogem na letecké akademii v Hradci Králové. Započal se studiem na Vysoké škole válečné v Praze, ta ale nestihl dokončit, protože došlo ke komunistickému převratu a jako příslušník západního letectva byl propuštěn do zálohy s dosaženou hodností majora. Byl nucen živit se manuálně mj. i jako horník na Kladně. Po určitém uvolnění poměrů i díky pomoci přátel dostal možnost studovat Vysoké škole ekonomické v Praze, kde získal docenturu a stal se vedoucím katedry vědy a techniky.

#### Druhý exil
Po invazi vojsk Varšavské smlouvy do Československa v roce 1968 odešel Karel Štrégl podruhé do exilu. Krátce působil jako vědecký pracovník ve Švýcarsku, následně jako pedagog na několika amerických univerzitách (Cornellova univerzita, Státní univerzita v New Yorku, Státní univerzita v San Franciscu). Po roce 1989 několikrát navštívil Československo. Do roku 1998 žil v Kalifornii, poté se vrátil do vlasti a 18. května 2001 v Praze zemřel.

## Ocenění

### Vyznamenání
- 2x Československý válečný kříž 1939
- 2x Československá medaile Za chrabrost před nepřítelem
- Československá medaile za zásluhy I. stupně
- Pamětní medaile československé armády v zahraničí
- Řád Bílého lva
- Hvězda 1939–1945
- Africká hvězda
- Hvězda Atlantiku
- Britská medaile Za obranu
- Válečná medaile 1939–1945

### Další ocenění
- Dne 11. září 1996 byl Karlu Štréglovi udělen titul čestného občana města Dvůr Králové nad Labem[1]
- Dne 11. září 1996 bylo Karlu Štréglovi uděleno čestné členství v Aeroklubu Dvůr Králové nad Labem